# Masque (альбом)
Masque — третий студийный альбом американской прогрессив-рок- группы Kansas, выпущенный в 1976 году Kirshner Records в США и Epic Records в других странах. Альбом был выпущен в сентябре 1975 года и был переиздан в формате ремастера на CD в 2001 году.

## Обзор
Альбом был снова ремастирован и переиздан на виниле в 2014 году. Вступительный трек «It Takes a Woman’s Love (To Make a Man» был ремикширован для выпуска в качестве сингла, но не привлек внимания. Ремикс включал дополнительный гостевой вокал и содержит сегменты, сильно отличающиеся от версии альбома.
Достигнув 70-го места в чарте альбомов Billboard, Masque в последующие месяцы после своего релиза в сентябре 1975 года разошелся тиражом около 250 000 экземпляров. Как и все три первых альбома Канзаса, Masque привлек новый коммерческий интерес благодаря платиновому успеху четвёртого и пятого студийных альбомов группы: Leftoverture (1976) и Point of Know Return (1977), причем Masque был сертифицирован как золотой для продаж в 500 000 единиц в декабре 1977 года.

## Обложка
Об обложке альбома участники группы: «Это была картина, которую CBS хотела, чтобы мы использовали. Керри придумал название. Мы так спешили между „Song for America“ и „Masque“; между выпуском альбомов и гастролями, CBS просто получил картину и фотографии на обороте, и мы сказали: „Хорошо, круто, поместите это на обложку“. Это, наверное, самая мрачная обложка нашего альбома. Наши фотографии на обороте очень темные. Это было быстро собрано вместе, потому что мы были так заняты; мы просто работали изо всех сил. Что интересно, так это то, что на „Маске“ мы не использовали логотип. Мы просто так спешили, что не подумали об этом».

## Треклист
| №  | Название                                  | Автор(ы)                | Lead vocals          | Длительность |
| -- | ----------------------------------------- | ----------------------- | -------------------- | ------------ |
| 1. | «It Takes a Woman's Love (To Make a Man)» | Steve Walsh             | Walsh                | 3:08         |
| 2. | «Two Cents Worth»                         | Kerry Livgren, Walsh    | Walsh                | 3:08         |
| 3. | «Icarus - Borne on Wings of Steel»        | Livgren                 | Walsh                | 6:03         |
| 4. | «All the World»                           | Walsh, Robby Steinhardt | Walsh and Steinhardt | 7:11         |

| №  | Название               | Автор(ы)       | Lead vocals        | Длительность |
| -- | ---------------------- | -------------- | ------------------ | ------------ |
| 5. | «Child of Innocence»   | Livgren        | Walsh и Steinhardt | 4:36         |
| 6. | «It's You»             | Walsh          | Walsh              | 2:31         |
| 7. | «Mysteries and Mayhem» | Livgren, Walsh | Walsh и Steinhardt | 4:18         |
| 8. | «The Pinnacle»         | Livgren        | Walsh и Steinhardt | 9:44         |

| №   | Название                                                | Длительность |
| --- | ------------------------------------------------------- | ------------ |
| 9.  | «Child of Innocence» (Demo from the recording sessions) | 5:04         |
| 10. | «It's You» (Demo from the recording sessions)           | 2:41         |

## Персоналии
Kansas:
- Стив Уолш (Steve Walsh) — орган, фортепьяно, кларнет, синтезатор Moog, соло и бэк-вокал
- Керри Ливгрен (Kerry Livgren) — соло и ритм-гитары, акустическая гитара, фортепьяно, кларнет, Moog и ARP синтезаторы
- Робби Стейнхардт (Robby Steinhardt) — скрипка, соло и бэк-вокал
- Рич Уильямс (Rich Williams) — соло и ритм-гитары
- Дэйв Хоуп (Dave Hope) — бас-гитара
- Фил Эхарт (Phil Ehart) — барабаны, ударные

Приглашённые музыканты:
- Эрл Лон Прайс (Earl Lon Price) — саксофон на треке 1

Над релизом работали:
- Джефф Гликсман (Jeff Glixman) — продюсер, продюсер ремастированного издания
- Ли Петерцелл (Lee Peterzell) — инженер
- Джимми Страуд (Jimmy Stroud) — помощник инженера
- Джефф Мэджид (Jeff Magid) — продюсер ремастированного издания

## Чарты
| Год  | Чарт                | Позиция |
| ---- | ------------------- | ------- |
| 1976 | Top LPs & Tape (US) | 70      |

## Сертификаты
| Страна | Организация | Год  | Продажи          |
| USA    | RIAA        | 1977 | Gold (+ 500,000) |